# Хас (округ)
Хас (алб. Rrethi i Hasit) — один из 36 округов Албании.
Округ, занимает территорию 374 км² и относится к области Кукес. Административный центр — городок Крума.

## Географическое положение
Округ Хас расположен на северо-востоке Албании на границе с Косово. Когда в 1913 году крупные державы: Австро-Венгрия, Великобритания, Германия, Италия, Россия и Франция определяли границы Албании, то они разделили горную страну Хас, лежавшую между текущим на юг Белым Дрином и текущим на запад полноводным Дрином.
После того, как после Второй мировой войны коммунистическим режимом были закрыты албанские границы, все экономические, культурные и частные отношения населения с восточной частью Хаса в Косово были прерваны, а важнейшие рынки в городах Призрен и Джяковица перестали быть доступными.
Округ Хас лежит очень уединённо, имеет немногочисленное население и достаточно беден. Почвы не плодородны, отсюда и название местности: «засушливый Хас».
Южную границу округа образует искусственное водохранилище Фиерза на реке Дрин. На другой стороне озера находится округ Кукес. Северо-восточная граница идет по горной цепи Хас, достигающей отметки 1988 м (гора Mali i Pashtrikut). В северо-западной части округа у деревни Tropoja раньше велась добыча хрома. Сейчас население живет практически исключительно сельским хозяйством. Население почти 100 % сунниты.

## Транспорт
Дороги в округе очень в плохом состоянии. Например, из Кукеса в Bajram Curri тяжело добраться даже на внедорожниках. После окончания войны в Косово к северу от Крумы открылся новый пограничный переход, соединяющий округ с городом Джяковица. Во многих местах на границе до сих пор сохранились минные поля времен войны 1999 года, созданные против беженцев в Хас.

## Административное деление
Территориально округ разделён на город Крума и 3 общины: Fajza, Gjinaj, Golaj.